# Saint-Victor-sur-Arlanc

Saint-Victor-sur-Arlanc este o comună în departamentul Haute-Loire, Franța. În 2009 avea o populație de 108 de locuitori.